# Johan Cruyff Arena
Pour les articles homonymes, voir Cruyff.
La Johan Cruyff Arena (Johan Cruijff Arena en néerlandais), jusqu'en 2018 Amsterdam Arena (prononcé en néerlandais : /ˌɑmstərˈdɑm aːˈreːnaː/), est un stade multifonctionnel néerlandais, situé à Amsterdam et inauguré en 1996. Stade hôte des matchs de football à domicile de l'Ajax et de l'équipe des Pays-Bas, il est le stade le plus capacitaire du pays, avec 55 865 places.
Son usage pour de grands concerts est notable, particulièrement lors de l'Amsterdam Dance Event (ADE), événement annuel organisé en octobre, lors duquel se déroule l'Amsterdam Music Festival (AMF) à la Johan Cruyff Arena. Le stade accueille également des matchs de l'Euro 2000 et Euro 2020, ainsi que la finale de la Ligue des champions de l'UEFA 1997-1998.

## Histoire
L'Arena remplace le stade De Meer, qui, après avoir accueilli l'Ajax pendant 62 ans, devient trop petit et désuet. La nouvelle enceinte est considérée comme ultramoderne, avec un toit rétractable capable de s'ouvrir ou de se fermer en une demi-heure et donc au cours d'un match. Une voie routière passe sous la pelouse du stade, le projet de lien rapide étant retenu dans l'aménagement contemporain du quartier du Bijlmermeer. La construction du stade commence en 1993.
Le stade est inauguré le 14 août 1996 par la reine Beatrix et un match amical entre l'Ajax et le Milan AC (0-3). Cependant, la ville et non le club est propriétaire de ce stade qui accueille d'autres événements comme les matchs de l'équipe de football américain Amsterdam Admirals, ainsi que des concerts et spectacles.

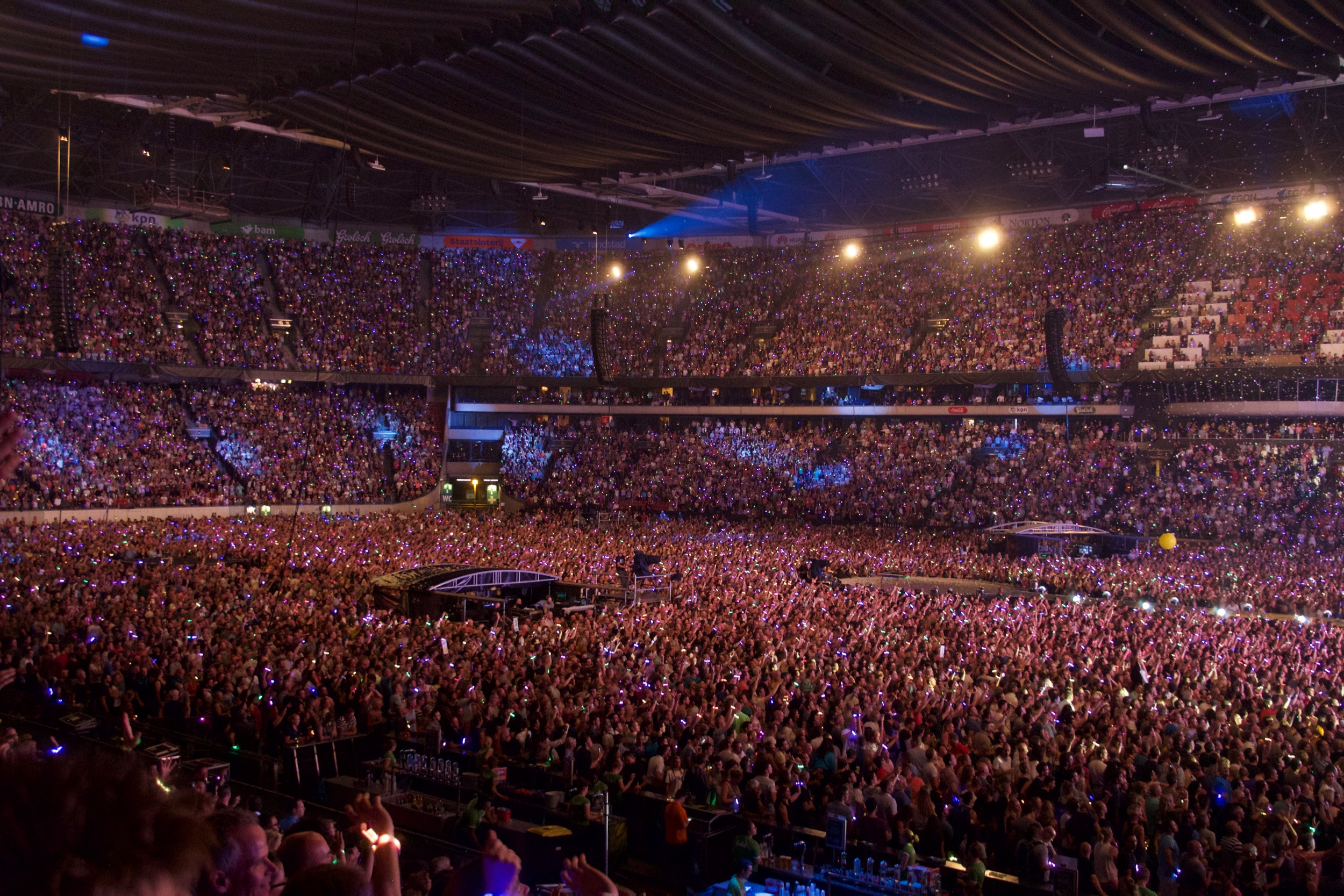
Coldplay en concert à l'Amsterdam Arena le 24 juin 2016.

Le stade est initialement pensé pour accueillir les Jeux olympiques d'été de 1992, finalement attribués à Barcelone. Il a une capacité de 55 500 places assises pour les matchs de football dont 144 places pour des personnes handicapées. Le stade, œuvre de l'architecte Rob Schuurman, coûte environ 140 millions d'euros à la réalisation.
En termes de musique, il accueille les festivals de musique électronique annuels Sensation et Amsterdam Music Festival, entre autres.
Le 5 avril 2018, une annonce est faite selon laquelle le stade sera rebaptisé en l'honneur du footballeur néerlandais Johan Cruyff, figure emblématique de l'Ajax et de l'équipe des Pays-Bas, mort au printemps 2016. La présentation officielle du nouveau nom est faite 20 jours plus tard, date de l'anniversaire de Johan Cruyff, tandis que le changement de nom est effectif au début de la saison 2018-2019.

## Géographie
Le stade se situe dans l'arrondissement Sud-Est de la commune d'Amsterdam. Il se trouve à l'est du Ziggo Dome et au nord-ouest du Heineken Music Hall, éléments clés de la vie événementielle du quartier du Bijlmermeer. La gare d'Amsterdam-Bijlmer ArenA, desservie par les services régionaux et nationaux des Nederlandse Spoorwegen et les lignes 50 et 54 du métro d'Amsterdam, est reliée aux trois complexes par le boulevard Johan Cruyff, entièrement piéton.

## Événements ponctuels
- Tina Turner est la première artiste à se produire à l'Amsterdam Arena pendant le Wildest Dreams Tour réunissant plus de 157 000 spectateurs lors de trois concerts à guichets fermés les 6, 7 et 8 septembre 1996.
- HIStory World Tour, Michael Jackson, 28, 30 septembre 1996, 2 octobre 1996, 8 et 10 juin 1997, total de 250 000 spectateurs.
- Finale de la Ligue des champions, 20 mai 1998.
- Les cérémonies d'ouverture et clôture des Gay Games, 1er et 8 août 1998.
- Championnat d'Europe de football 2000, organisé en Belgique et aux Pays-Bas.
- World Bowl IX, 30 juin 2001.
- Finally... The First Farewell Tour, Phil Collins, 19 juin 2004.
- Confessions Tour, Madonna, 3 et 4 septembre 2006.
- Taking Chances Tour, Céline Dion, 2 juin 2008.
- Sticky & Sweet Tour, Madonna, 2 septembre 2008.
- U2 360° Tour, U2, 20 et 21 juillet 2009.
- 10 Years of Q-dance, De Q-dance Feestfabriek, 10 juillet 2010.
- Finale de la Ligue Europa, 15 mai 2013.
- The Second Law Tour, Muse, 4 juin 2013.
- Take the Crown Tour, Robbie Williams, 13 juillet 2013.
- Where We Are Tour, One Direction, 24 et 25 juin 2014.
- A Head Full of Dreams Tour, Coldplay, 24 juin 2015.
- Anti World Tour, Rihanna, 17 juin 2016.
- The Formation World Tour, Beyoncé, 16 juillet 2016, puis avec Jay-Z les 19 et 20 juin 2018 dans le cadre de leur On the Run II Tour.
- The Best of Armin Only, Armin van Buuren, 12 et 13 mai 2017[3].
- Dernier festival de Sensation (anciennement Sensation White) nommé Sensation The Final.
- Championnat d'Europe de football 2020, organisé en Europe.
- Love on Tour, Harry Styles, 4, 5 et 6 juin 2023
- Renaissance World Tour, Beyoncé, 17 et 18 juin 2023
- The After Hours Til Dawn Tour, The Weeknd, 23 et 24 juin 2023
- The Eras Tour, Taylor Swift, 4, 5 et 6 juillet 2024

### Championnat d'Europe de football 2020
Quatre matchs de l'Euro 2020 ont lieu à la Johan Cruyff Arena.
| Date         | Heure | Équipe 1          | Résultat | Équipe 2 | Tour               | Affluence |
| ------------ | ----- | ----------------- | -------- | -------- | ------------------ | --------- |
| 13 juin 2021 | 21 h  | Pays-Bas          | 3 - 2    | Ukraine  | 1er tour, groupe C | 15 837    |
| 17 juin 2021 | 21 h  | Pays-Bas          | 2 - 0    | Autriche | 1er tour, groupe C | 15 243    |
| 21 juin 2021 | 18 h  | Macédoine du Nord | 0 - 3    | Pays-Bas | 1er tour, groupe C | 15 227    |
| 26 juin 2021 | 18 h  | Pays de Galles    | 0 - 4    | Danemark | Huitième de finale | 14 645    |